# Sigvard Lykke
Sigvard Lykke eller Lyche (født 22. september 1759, død 1789) var en dansk forfatter, satiriker, soldat og skuespiller.
Faderen, Hans Lykke, der havde en lille skole i København, fik i sit andet ægteskab sønnen Sigvard. Ni år gammel kom drengen i Frue latinske Skole, men måtte 1776 forlade den på grund af forsømmelser.
Efter i et par år at have været kontorist og derpå soldat blev han, da han havde indleveret et par skuespil til Det Kongelige Teater, antaget som elev der og debuterede 1781. Han gjorde ingen lykke og fik sin afsked det følgende år.
Så tilbragte han på grund af gæld en halv snes måneder i Københavns civile arresthus, hvor han bl.a. skrev Lars v. Larsen, et komisk Heltedigt.
Et par år efter lod han sig igen hverve til soldat. Da han gjorde sig mere og mere umulig i Danmark, rejste han til Vestindien, hvor han døde 1789.
Lykke begyndte tidligt at digte. I sit 9. år skrev han 50 små satiriske fortællinger, og fra 1777 offentliggjorde han det ene arbejde efter det andet: dels skuespil (Enkemanden, Klokkeren fra Jylland og flere), dels satiriske og komiske i reglen versificerede fortællinger (Skuespilleren i K. og andre. Hans arbejder var ofte personlig satire.